# Sci alpino ai XVIII Giochi olimpici invernali - Combinata maschile
Tra le competizioni dello sci alpino ai XVIII Giochi olimpici invernali di Nagano 1998 la combinata maschile si disputò tra martedì 10 e venerdì 13 febbraio sulle piste Olympic Course I e Kokusai Gelaende di Happo One; l'austriaco Mario Reiter vinse la medaglia d'oro, il norvegese Lasse Kjus quella d'argento e l'austriaco Christian Mayer quella di bronzo. La gara era originariamente in programma il 9 e il 10 febbraio; fu rinviata a causa delle avverse condizioni meteorologiche e la prova di discesa libera fu, per la prima volta nella storia dei Giochi olimpici invernali, disputata dopo quella di slalom speciale.
Detentore uscente del titolo era Kjus, che aveva vinto la gara dei XVII Giochi olimpici invernali di Lillehammer 1994 disputata sul tracciato di Hafjell precedendo i connazionali Kjetil André Aamodt (medaglia d'argento) e Harald Christian Strand Nilsen (medaglia di bronzo); il campione mondiale in carica era Aamodt, vincitore a Sestriere 1997 davanti allo svizzero Bruno Kernen e a Reiter.

## Risultati
| Pos. | Pett. | Atleta                          | Nazione       | Tempo slalom speciale | Pos. slalom speciale | Tempo discesa libera | Pos. discesa libera | Tempo totale | Distacco |
| ---- | ----- | ------------------------------- | ------------- | --------------------- | -------------------- | -------------------- | ------------------- | ------------ | -------- |
| 1    | 7     | Mario Reiter                    | Austria       | 1:31.85               | 1                    | 1:36,21              | 6                   | 3:08,06      |          |
| 2    | 2     | Lasse Kjus                      | Norvegia      | 1:33,66               | 2                    | 1:34,99              | 2                   | 3:08,65      | +0,59    |
| 3    | 3     | Christian Mayer                 | Austria       | 1:35,05               | 4                    | 1:35,06              | 3                   | 3:10,11      | +2,05    |
| 4    | 5     | Günther Mader                   | Austria       | 1:35,36               | 6                    | 1:34,83              | 1                   | 3:10,19      | +2,13    |
| 5    | 10    | Andrzej Bachleda                | Polonia       | 1:34,49               | 3                    | 1:37,04              | 9                   | 3:11,53      | +3,47    |
| 6    | 29    | Alessandro Fattori              | Italia        | 1:40,71               | 11                   | 1:36,29              | 7                   | 3:17,00      | +8,94    |
| 7    | 23    | Aleš Brezavšček                 | Slovenia      | 1:44,15               | 14                   | 1:35,94              | 5                   | 3:20,09      | +12,03   |
| 8    | 11    | Peter Pen                       | Slovenia      | 1:43,83               | 13                   | 1:36,98              | 8                   | 3:20,81      | +12,75   |
| 9    | 39    | Jürgen Hasler                   | Liechtenstein | 1:45,27               | 15                   | 1:37,88              | 10                  | 3:23,15      | +15,09   |
| 10   | 32    | Erik Seletto                    | Italia        | 1:47,46               | 17                   | 1:35,77              | 4                   | 3:23,23      | +15,17   |
| 11   | 25    | Thomás Grob                     | Cile          | 1:47,92               | 18                   | 1:40,68              | 12                  | 3:28,60      | +20,54   |
| 12   | 30    | Mykola Skrjabin                 | Ucraina       | 1:47,17               | 16                   | 1:43,08              | 15                  | 3:30,25      | +22,19   |
| 13   | 36    | Rainer Grob                     | Cile          | 1:53,13               | 19                   | 1:41,36              | 13                  | 3:34,49      | +26,43   |
| 14   | 34    | Zurab Dzhidzhishvili            | Georgia       | 1:55,26               | 20                   | 1:40,39              | 11                  | 3:35,65      | +27,59   |
| 15   | 38    | Patrick-Paul Schwarzacher-Joyce | Irlanda       | 1:56,22               | 21                   | 1:42,81              | 14                  | 3:39,03      | +30,97   |
|      | 4     | Kjetil André Aamodt             | Norvegia      | 1:35,26               | 5                    | DNF                  | DNF                 | DNF          | DNF      |
|      | 12    | Marcel Maxa                     | Rep. Ceca     | 1:36,17               | 9                    | DSQ                  | DSQ                 | DSQ          | DSQ      |
|      | 1     | Finn Christian Jagge            | Norvegia      | 1:35,38               | 7                    | DNS                  | DNS                 | DNS          | DNS      |
|      | 15    | Hermann Maier                   | Austria       | 1:35,90               | 8                    | DNS                  | DNS                 | DNS          | DNS      |
|      | 16    | Kristian Ghedina                | Italia        | 1:40,35               | 10                   | DNS                  | DNS                 | DNS          | DNS      |
|      | 31    | Luca Cattaneo                   | Italia        | 1:42,92               | 12                   | DNS                  | DNS                 | DNS          | DNS      |
|      | 6     | Matt Grosjean                   | Stati Uniti   | DNF                   | DNF                  | DNF                  | DNF                 | DNF          | DNF      |
|      | 8     | Jernej Koblar                   | Slovenia      | DNF                   | DNF                  | DNF                  | DNF                 | DNF          | DNF      |
|      | 9     | Paul Accola                     | Svizzera      | DNF                   | DNF                  | DNF                  | DNF                 | DNF          | DNF      |
|      | 13    | Kalle Palander                  | Finlandia     | DNF                   | DNF                  | DNF                  | DNF                 | DNF          | DNF      |
|      | 14    | Bruno Kernen                    | Svizzera      | DNF                   | DNF                  | DNF                  | DNF                 | DNF          | DNF      |
|      | 17    | James Ormond                    | Regno Unito   | DNF                   | DNF                  | DNF                  | DNF                 | DNF          | DNF      |
|      | 18    | Petăr Dičev                     | Bulgaria      | DNF                   | DNF                  | DNF                  | DNF                 | DNF          | DNF      |
|      | 19    | Ed Podivinsky                   | Canada        | DNF                   | DNF                  | DNF                  | DNF                 | DNF          | DNF      |
|      | 20    | Jürg Grünenfelder               | Svizzera      | DNF                   | DNF                  | DNF                  | DNF                 | DNF          | DNF      |
|      | 21    | Arne Hardenberg                 | Danimarca     | DNF                   | DNF                  | DNF                  | DNF                 | DNF          | DNF      |
|      | 22    | Patrik Järbyn                   | Svezia        | DNF                   | DNF                  | DNF                  | DNF                 | DNF          | DNF      |
|      | 24    | Tejs Broberg                    | Danimarca     | DNF                   | DNF                  | DNF                  | DNF                 | DNF          | DNF      |
|      | 26    | Jason Rosener                   | Stati Uniti   | DNF                   | DNF                  | DNF                  | DNF                 | DNF          | DNF      |
|      | 27    | Yasuyuki Takishita              | Giappone      | DNF                   | DNF                  | DNF                  | DNF                 | DNF          | DNF      |
|      | 28    | Linas Vaitkus                   | Lituania      | DNF                   | DNF                  | DNF                  | DNF                 | DNF          | DNF      |
|      | 35    | Andrew Freshwater               | Gran Bretagna | DNF                   | DNF                  | DNF                  | DNF                 | DNF          | DNF      |
|      | 37    | Chad Fleischer                  | Stati Uniti   | DNF                   | DNF                  | DNF                  | DNF                 | DNF          | DNF      |
|      | 33    | Tommy Moe                       | Stati Uniti   | DNS                   | DNS                  | DNS                  | DNS                 | DNS          | DNS      |

Legenda:

DNF = prova non completata

DSQ = squalificato

DNS = non partito

Pos. = posizione

Pett. = pettorale
Slalom speciale

Data: 13 febbraio

Pista: Kokusai Gelaende

Partenza: 995 m s.l.m.

Arrivo: 830 m s.l.m.

Dislivello: 165 m

1ª manche:

Ore: 8.30 (UTC+9)

Porte: 55

Tracciatore: Filip Gartner (Norvegia)

2ª manche:

Ore: 11.00 (UTC+9)

Porte: 55

Tracciatore: Bernd Zobel (Canada)
Discesa libera

Data: 13 febbraio

Ore: 14.45 (UTC+9)

Pista: Olympic Course I

Partenza: 1 680 m s.l.m.

Arrivo: 840m s.l.m.

Lunghezza: 2 886 m

Dislivello: 840 m

Porte: 37

Tracciatore: Sepp Messner (FIS)